# Кожай-Семеновка
Кожа́й-Семе́новка (рос. Кожай-Семёновка, башк. Кожай-Семёновка) — село у складі Міякинського району Башкортостану, Росія. Адміністративний центр Кожай-Семеновської сільської ради.
Населення — 590 осіб (2010; 694 в 2002).
Національний склад:
- чуваші — 94 %